# 류해준
류해준(1991년 8월 22일 ~ )은 대한민국의 배우이다.

## 드라마
- 2019년 : tvN 《드라마 스테이지》- 성대 역
- 2022년 : tvN 《우리들의 블루스》- 어린동석 역
- 2022년 : tvN 《바벨 신드롬》- 장버들 역
- 2023년 : tvN 《일타 스캔들》-
- 2023년 : tvN 《이번 생도 잘 부탁해》- 이지석 역
- 2024년 : KBS2 《개소리》- 박외수 역
- 2025년 : 디즈니+ 《하이퍼나이프》- 기영 역
- 2025년 : U+모바일tv 《메스를 든 사냥꾼》- 오민호 역